# Baumwolle (Heraldik)

El Espinal (Kolumbien) Fruchtstand der Baumwolle im rechten blauen Wappenfeld

Die Baumwolle ist in der Heraldik eine gemeine Wappenfigur, die im Wappen oder Feld in drei Varianten dargestellt wird. Einmal kann es die Pflanze sein, dann nur die Blüten und letztlich die Kapselfrucht in Vollreife und geöffnet. Kombination aller Teile in einer Wappenfigur ist ebenfalls möglich. 
Die Pflanze eignet sich auch als Prachtstück und begleitet viele Wappen an den Seiten und ist auch auf Flaggen dargestellt. Die Baumwolle findet sich besonders in Wappen der Anbaugebiete. Beispiele für Staatswappen mit der Wappenfigur Baumwolle sind die Wappen Angolas, Wappen Pakistans, Wappen der Kirgisischen SSR, Wappen der Turkmenischen SSR, Wappen Usbekistans, Wappen der Usbekischen SSR, Wappen Tansanias, Wappen der Republik Arzach und andere.

Caicó mit Pflanze und Fruchtstand
Fruchtstand im Schildfuß von Bosconia
São Bento (Paraíba) Pflanze mit Blüten
Baumwolle in der Fahne von Canindé
Tadschikistan
Aserbaidschanische Sozialistische Sowjetrepublik
Kirgisische Sozialistische Sowjetrepublik
Tadschikische Sozialistische Sowjetrepublik
Transkaukasische Sozialistische Föderative Sowjetrepublik
Turkmenische Sozialistische Sowjetrepublik
Usbekische Sozialistische Sowjetrepublik